# Clostridium peptidivorans
Clostridium peptidivorans  è una specie di batterio appartenente alla famiglia delle Clostridiaceae.